# Badania nad naturą i przyczynami bogactwa narodów

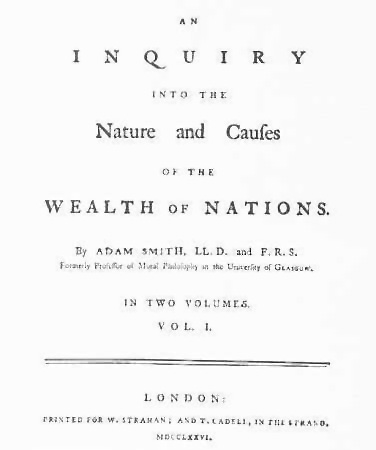
Karta z książki Adama Smitha

Badania nad naturą i przyczynami bogactwa narodów (ang. An Inquiry into the Nature and Causes of the Wealth of Nations; w powszechnym użyciu jest również skrócona nazwa Bogactwo narodów) – monografia szkockiego myśliciela i ekonomisty Adama Smitha wydana w 1776 (wydanie polskie 1954). Bogactwo narodów jest uważane za pierwszą próbę naukowej analizy zjawisk ekonomicznych, a data jego wydania jest umownie przyjmowana za datę narodzin współczesnej ekonomii.
Książka jest też pierwszym uporządkowanym zbiorem argumentów na rzecz wolnego rynku. Poglądy w niej zaprezentowane stworzyły fundamenty liberalizmu gospodarczego i stanowią do dziś ważny punkt odniesienia współczesnych teorii ekonomicznych.
Smith opisał w Bogactwie narodów działanie niewidzialnej ręki rynku.

## Pochodzenie i sympatie autora
Adam Smith był synem prawnika, urodzonym już po śmierci swojego ojca. Wychowywał się w domu swojego wuja, właściciela ziemskiego. Dzieląc społeczeństwo na trzy grupy: właścicieli ziemskich, kupców oraz pracowników najemnych postulował sprawowanie władzy politycznej przez tych pierwszych. Jego dzieło miało im dostarczyć odpowiedniej wiedzy i argumentów, aby nie ulegali – według niego szkodliwym dla dobra społeczeństwa – interesom kupców. Główne ostrze krytyki dzieła skierowane jest w stronę kupców popierających różne formy protekcjonizmu. Jeśli krytykuje właścicieli ziemskich, to za naśladowanie propozycji kupców. Stąd wiele fragmentów dzieła, które przez późniejszych komentatorów zostały uznane za „antykapitalistyczne”.
Jego teorie powstały w opozycji do wcześniejszych teorii zarówno merkantylistów, jak i fizjokratów. Tych drugich jednak z racji dzielenia z nimi wspólnych poglądów na temat wolnego handlu krytykuje z mniejszą zawziętością oraz poświęca jej mniej miejsca niż w przypadku merkantylistów, których krytyka zajmuje prawie całą IV księgę dzieła.

## Konstrukcja
Dzieło składa się z pięciu części wydanych w dwóch tomach.

## Wybrane tezy
- Państwo („panujący”) powinien spełniać trzy główne zadania: ochrona przed przemocą i inwazją innych państw, ochrona każdego obywatela przed „niesprawiedliwością lub uciskiem” (w oryginale opression) ze strony innych obywateli, czyli obowiązek utrzymania wymiaru sprawiedliwości oraz obowiązek budowy i utrzymania infrastruktury oraz instytucji publicznej.
- Publiczne instytucje naukowe i edukacyjne są niezbędne z kilku powodów. Po pierwsze, edukacja prywatna odpowiada na istniejący popyt. W związku z tym ma charakter ściśle użytkowy i nie jest w stanie utrzymać aparatu służącego ogólnym badaniom naukowym (badania podstawowe we współczesnym znaczeniu). Po drugie, instytucje publiczne mogą stosunkowo najmniejszym kosztem zapewnić wyposażenie jak największej liczby obywateli w wiedzę na pewnym minimalnym poziomie. Oba działania mają szereg korzyści dla całego społeczeństwa.

## Metodologia
Bogactwo narodów było pierwszą naukową próbą analizy zjawisk ekonomicznych. Adam Smith, będąc pionierem takiego podejścia, nie ustrzegł się pewnych błędów metodologicznych. W całym swoim wywodzie, z dość luźną konsekwencją, posługiwał się naprzemiennie metodą opisową, w której korzystał z historycznych danych empirycznych oraz metodą abstrakcji, w której starał się uporządkować niejednorodność i złożoność danych historycznych, kategoryzując je. Uproszczony przy pomocy kategoryzacji obraz świata staje się następnie podstawą uogólnień indukcyjnych. Wnioski z przeprowadzonych indukcji tworzą model rzeczywistości, który staje się podstawą do wnioskowań dedukcyjnych.
Zabiegi te idealizowały obraz świata, upraszczały go, lecz pozostawiły go obrazem świata o cechach historyczności.
Ta niejednolita formuła metodologiczna wywiera wpływ na spójność wyciąganych wniosków, lecz nie zmienia to faktu, że prezentowane przez Smitha naukowe podejście do zagadnień gospodarczych było kamieniem milowym rozwoju myśli ekonomicznej.

## Wartość użytkowa a wartość wymienna
Wartość danego dobra może być rozumiana jako jego użyteczność dla właściciela (wartość użytkowa) lub ilość innych dóbr jakie właściciel może za nie nabyć (wartość wymienna). Smith przyjmuje drugą koncepcję wartości. Nie uzasadnia tego. W sposób naturalny wybór ten wynika z jego przekonań filozoficznych zgodnie z którymi nie ma sensu badanie konkretnej rzeczy z osobna, wgłębianie się w jej istotę, a jedynie poprzez relacje z innymi rzeczami. W tym przypadku relacją jest wymiana dóbr.
W swoim dziele przyjmuje trzy główne mierniki wartości: metale szlachetne (złoto i srebro), zboże oraz ludzką pracę. Metale szlachetne mają być najlepszym miernikiem w krótkim okresie (do kilku lat), zboże natomiast w długim okresie (kilkadziesiąt, kilkaset lat). Miernikiem wartości, który najbardziej ceni jest ilość ludzkiej pracy, którą można nabyć za dane dobro (laborystyczna teoria wartości).
Rozważanie jedynie wartości wymiennej jest podstawową różnicą między teorią wartości Smitha a teorią wartości Marksa, który przejął jego laborystyczną teorię wartości, ale używał jej do określania wartości użytkowej, odrzucając z kolei rozważanie wartości wymiennej.
Cecha ta różni również Smitha od ekonomistów neoklasycznych, którzy odrzucając jego teorię wartości rozwinęli subiektywną psychologiczną teorię użyteczności.